# Mielichhoferia macrophylla
Mielichhoferia macrophylla är en bladmossart som beskrevs av Harumi Ochi 1964. Mielichhoferia macrophylla ingår i släktet kismossor, och familjen Bryaceae. Inga underarter finns listade i Catalogue of Life.